# پورت جفرسون استیشن (نیویورک)
پورت جفرسون استیشن (به انگلیسی: Port Jefferson Station) یک منطقهٔ مسکونی در ایالات متحده آمریکا است که در شهرستان سافک، نیویورک واقع شده‌است. پورت جفرسون استیشن ۶٫۸ کیلومتر مربع مساحت و ۷٬۸۳۸ نفر جمعیت دارد و ۵۴ متر بالاتر از سطح دریا واقع شده‌است.